# Al-Qūwāt al-Baḥrīyah al-Yamanīyah wa-al-difāʻ al-Sāḥilī
Le Forze navali militari e di difesa costiera yemenite, in arabo القوات البحرية اليمنية والدفاع الساحلي‎?, Al-Qūwāt al-Baḥrīyah al-Yamanīyah wa-al-difāʻ al-Sāḥilī, sono la componente navale delle forze armate dello Stato dello Yemen.
Le forze navali yemenite nacquero nel 1990 dopo l'avvenuta riunificazione dello Yemen, mettendo assieme le due piccole marine militari organizzate sin dal 1970 tanto dalla Repubblica Araba dello Yemen quanto dalla Repubblica Democratica Popolare dello Yemen. Equipaggiate principalmente con unità leggere da combattimento e navi anfibie di origine sovietica, le forze navali yemenite si svilupparono come una piccola marina costiera dedicata la pattugliamento del litorale e della zona economica esclusiva nazionale.
Le forze navali yemenite subirono pesanti danni nel corso della prima guerra civile yemenita del 1994 e poi, più estesamente, nel corso della seconda guerra civile in svolgimento nel paese a partire dal 2015, tanto che il loro reale stato di operatività è più che incerto. Le milizie ribelli degli Huthi si sono appropriate di almeno parte del naviglio e degli armamenti delle forze navali, impiegandole in attacchi contro le forze governative e della coalizione araba che le sostiene.

## Storia

### Le marine dei due Yemen

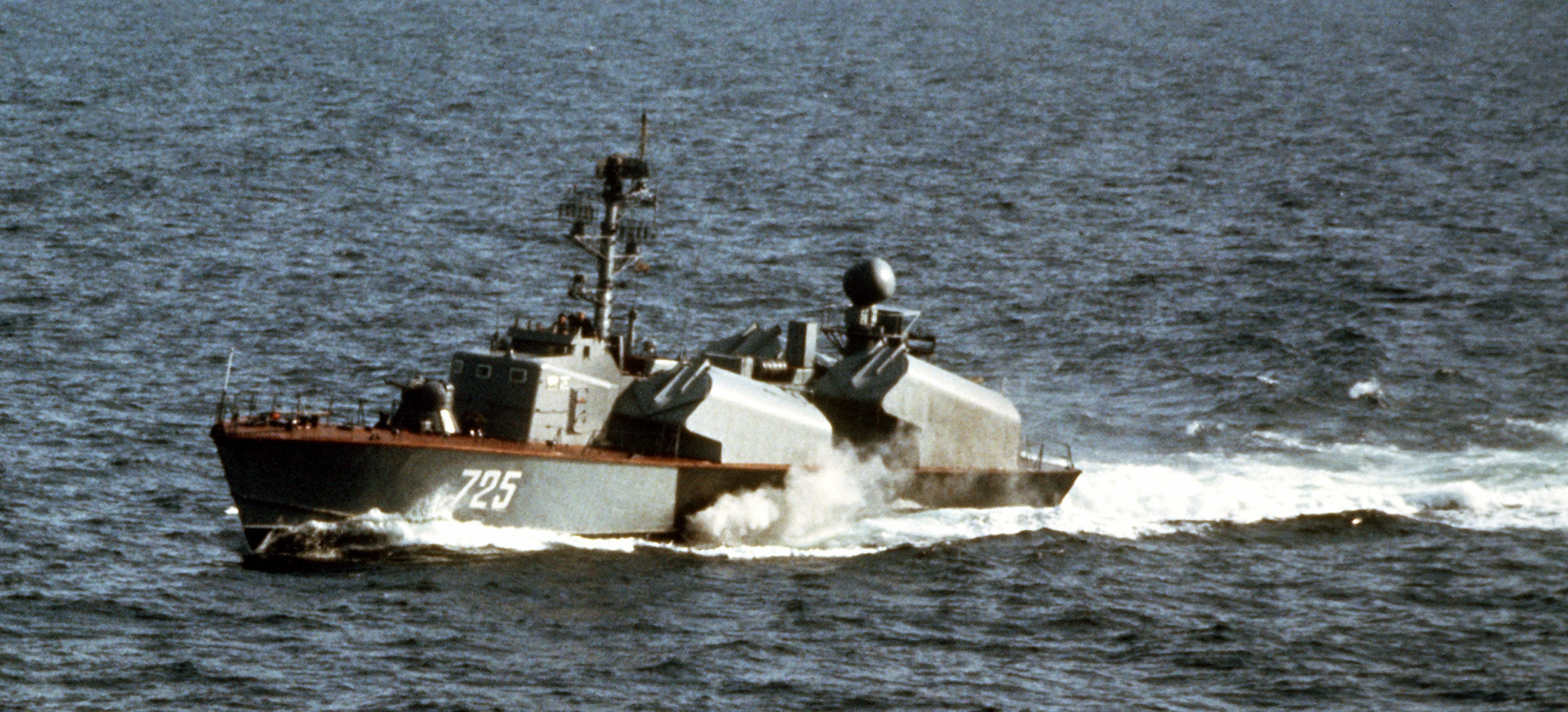
Una motomissilistica classe Osa sovietica in navigazione negli anni 1980; l'imbarcazione rappresentò il principale mezzo di attacco delle due marine yemenite negli anni della guerra fredda

Per un lungo periodo della sua storia, l'attuale Yemen fu diviso in due entità distinte. La parte settentrionale del paese, affacciata sul Mar Rosso, divenne terreno di conquista dell'Impero ottomano fin dal XV secolo, anche se solo nel 1872 il dominio turco divenne abbastanza stabile quantomeno nelle zone costiere e attorno alla capitale Sana'a; le regioni dell'entroterra si rivelarono invece piuttosto difficili da controllare, stante la guerriglia esercitata dalle numerose tribù locali fedeli alla confessione dello zaydismo (una variante dell'islam sciita). Dopo il collasso dell'Impero ottomano alla fine della prima guerra mondiale, nel novembre 1918 i guerrieri fedeli agli imam Rassidi rioccuparono Sana'a proclamando l'istituzione di uno stato indipendente yemenita, divenuto quindi nel 1926 il Regno Mutawakkilita dello Yemen. Dissidi interni tra le fazioni conservatrici fedeli alla tradizione e quelle innovatrici desiderose di una maggiore apertura all'esterno sfociarono poi, nel 1962, in un colpo di Stato volto a deporre l'imam regnante e stabilire una repubblica; questo portò alla lunga e sanguinosa Guerra civile dello Yemen del Nord tra monarchici e repubblicani, terminata solo nel 1970: l'imam dovette infine andare in esilio e la Repubblica Araba dello Yemen poté consolidarsi come nuova entità statuale nordyemenita.
La parte meridionale dello Yemen, affacciata sull'oceano Indiano, cadde sotto l'influenza coloniale del Regno Unito a partire dall'occupazione britannica dello strategico porto di Aden nel 1839, venendo riorganizzata nelle due entità della colonia di Aden e del protettorato di Aden riunite poi, nel 1962, nella Federazione dell'Arabia Meridionale. Il desiderio britannico di gestire la decolonizzazione del territorio dando maggiore autonomia alla Federazione ma senza rinunciare a forme di controllo su di essa portò allo scontro aperto con gli indipendentisti yemeniti, desiderosi invece di una totale indipendenza: questo portò a un lungo conflitto di guerriglia proseguito dal 1963 al 1967, conclusosi infine con la completa ritirata delle forze britanniche dalla regione. La Federazione collassò mentre un breve conflitto interno allo stesso movimento indipendentista vide infine la vittoria dell'ala più marxista-leninista, che nel 1970 proclamò la nascita della Repubblica Democratica Popolare dello Yemen, il primo Stato arabo a orientamento dichiaratamente comunista.
Entrambi gli Stati yemeniti svilupparono, grazie al supporto dei loro alleati esteri, delle piccole marine militari per la protezione delle loro estese regioni costiere. Il Regno Mutawakkilita dello Yemen, basato sull'alleanza tra l'imam regnante e le tribù guerriere della regione, dedicò inizialmente scarsa attenzione alla creazione di forze armate organizzate ed equipaggiate secondo i canoni più moderni, e le sue forze navali non andarono oltre qualche motoscafo armato di mitragliatrici; la successiva Repubblica Araba dello Yemen creò invece un complesso militare più moderno appoggiandosi inizialmente a forniture di armi ed equipaggiamenti da parte dell'Unione Sovietica. In campo navale, fu quindi attivata nel 1970 una piccola marina basata su quattro motosiluranti della classe P4, quattro pattugliatori costieri da 100 tonnellate di dislocamento (ex navi recupero siluri riconvertite) e un paio di mezzi da sbarco della classe T-4, tutte unità di seconda mano varate negli anni 1950 e dismesse dalla Marina sovietica; a queste si aggiunsero poi, nel 1975, un paio di più moderne motovedette della classe Zhuk di nuova costruzione. Più equilibrato rispetto al suo vicino meridionale circa i rapporti con le grandi potenze, lo Yemen del Nord stabilì buone relazioni anche con gli Stati Uniti d'America, i quali fornirono alla Marina nordyemenita nel 1977 tre pattugliatori costieri da 90 tonnellate di dislocamento; per i suoi ultimi programmi di acquisizione navale la Repubblica Araba dello Yemen si rivolse comunque all'Unione Sovietica, dalla quale furono ottenute nei primi anni 1980 due motocannoniere missilistiche della classe Osa (equipaggiate con quattro lanciatori per missili antinave P-15), tre dragamine della classe Yevgenya e due mezzi da sbarco della classe Ondatra.
La Repubblica Democratica Popolare dello Yemen divenne un solido alleato dell'Unione Sovietica, a cui venne aperto l'accesso la porto di Aden e da cui vennero le principali forniture in materia di armamenti navali. Una prima forza navale militare sudyemenita venne organizzata nel 1970 mettendo assieme il naviglio abbandonato dai britannici in loco (tre piccoli dragamine della classe Ham e un paio di rimorchiatori) e le prime forniture di origine sovietica (due motosiluranti classe P-4, due cacciasommergibili costieri classe SO1 e tre mezzi da sbarco classe T-4). Durante gli anni 1980 furono consegnate una decina di motocannoniere classe Osa (otto in versione lanciamissili equipaggiate con quattro complessi di lancio per missili P-15, e due in versione motosilurante con quattro tubi lanciasiluri), quattro motovedette classe Zhuk e tre dragamine classe Yevgenya; la componente anfibia venne curata in maniera particolare, acquistando dai cantieri polacchi tre navi da sbarco tipo LSM della classe Polnocny (una delle quali andata perduta negli scontri della breve ma violenta guerra civile dello Yemen del Sud del gennaio 1986) e quindi una più grossa nave da sbarco tipo LST della classe Ropucha, che con le sue 4000 tonnellate di dislocamento divenne la nave più grande a prestare servizio nelle forze navali yemenite.

### La riunificazione

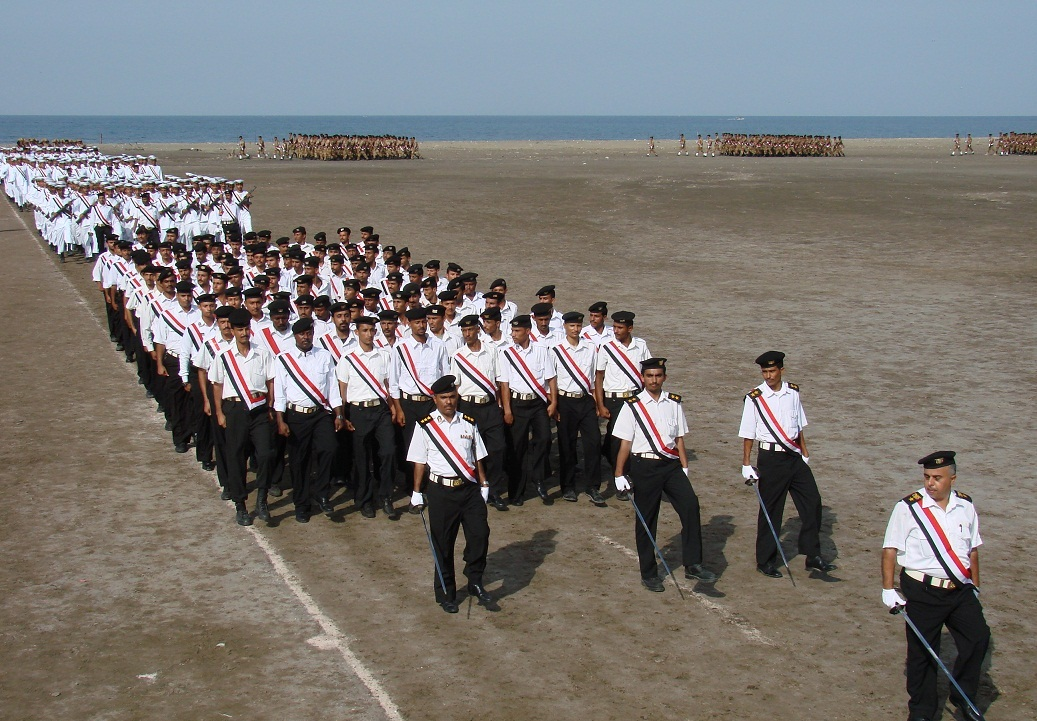
Personale navale yemenita sfila in parata nel 2011

A lungo ostacolato dai contrasti politici reciproci, il processo di riunificazione dello Yemen venne infine portato a compimento nel maggio 1990 quando le due entità statuali yemenite si fusero nell'unitaria Repubblica dello Yemen sotto il presidente 'Ali 'Abd Allah Saleh. La fusione delle rispettive forze armate nord e sudyemenite portò quindi alla nascita delle odierne forze navali yemenite: radiato il materiale ormai obsoleto o non più efficiente, la nuova marina militare poteva allineare una forza di otto motomissilistiche, due motosiluranti, una dozzina di motovedette e pattugliatori, sei dragamine, una LST, due LSM, tre navi appoggio e naviglio minore; gli effettivi si aggiravano sui 2500 militari in servizio attivo, compreso un piccolo corpo di fanteria di marina con 500 uomini e alcuni veicoli corazzati da trasporto BTR-60. Un ultimo pacchetto di aiuti sovietici, consegnato tra il 1990 e il 1991 giusto poco dopo l'avvenuta dissoluzione dell'Unione Sovietica, portò alle forze navali yemenite un complesso di unità più militarmente significative: due corvette lanciamissili della classe Tarantul, da 455 tonnellate di dislocamento e armate con due lanciatori binati per missili antinave P-15, un lanciatore quadruplo per missili antiaerei Strela-3 e un cannone da 76 mm, e un dragamine oceanico della classe Natya, impiegabile anche come unità di scorta grazie al suo potente armamento (due lanciatori per missili antiaerei Igla e due mitragliere binate da 30 mm AK-230).
La fusione dei due Yemen si rivelò ben presto instabile, portando allo scoppio nel maggio 1994 di una prima guerra civile dello Yemen, proseguita fino al luglio seguente: i pesanti scontri tra le forze governative fedeli al presidente Saleh e i secessionisti sudyemeniti, finiti poi sconfitti, coinvolsero anche le piccole forze navali, le quali videro affondate in combattimenti e attacchi aerei metà delle loro motomissilistiche ed entrambe le motosiluranti oltre ad alcune motovedette e unità ausiliarie; anche una delle corvette classe Tarantul venne danneggiata gravemente, finendo con l'essere radiata dal servizio nel 2001. Al termine del conflitto le forze navali yemenite si ritrovarono in uno stato di profonda disorganizzazione, aggravata dalla necessità di radiare altro naviglio (un dragamine ed entrambe le navi da sbarco classe Polnocny ancora in servizio) a causa della carenza di pezzi di ricambio; conseguentemente, le forze navali yemenite non riuscirono a impedire, nel dicembre 1995, alla ancor più piccola Marina militare eritrea di organizzare un assalto anfibio per occupare l'arcipelago delle Isole Hanish, conteso tra Yemen ed Eritrea.
Nella seconda metà degli anni 1990 lo Yemen lanciò un piccolo programma di nuove acquisizioni per rimpinguare i ranghi delle sue indebolite forze navali. Dalla Cina furono acquistate nel 1995 tre motomissilistiche della classe Type 021, in pratica la copia locale delle Osa sovietiche armata con quattro lanciatori per missili C-802; da cantieri francesi furono ottenute tra il 1996 e il 1997 sei moderne motovedette con scafo in carbonio, mentre dalla Polonia furono consegnati nel 2001 tre mezzi da sbarco leggeri di nuova costruzione seguiti un anno più tardi dalla nave anfibia tipo LST Bilqis, da 1410 tonnellate di dislocamento e dotata di un ponte di volo per elicotteri che prese il posto della LST classe Ropucha avviata alla dismissione. Tra il 2004 e il 2005 furono acquistati da cantieri australiani dieci piccoli pattugliatori da 120 tonnellate di dislocamento e armati con un impianto binato di mitragliere da 25 mm, mentre tra il 2006 e il 2008 fu attivata una moderna rete di sorveglianza costiera tramite l'acquisto di apparecchiature radar di origine italiana.

### La guerra civile
L'ondata di proteste che scosse il mondo arabo nei primi anni 2010 (la cosiddetta "primavera araba") coinvolse anche lo Yemen, dove il presidente Saleh dovette fronteggiare estesi moti di piazza che portarono infine alla sua deposizione nel febbraio 2012. Questo aprì a un lungo periodo di instabilità interna, sfociato infine nel 2014 nello scoppio di una nuova guerra civile dello Yemen: le forze del movimento armato sciita degli Huthi, spalleggiate dall'Iran, e milizie guidate da deposto presidente Saleh presero possesso della capitale Sana'a e della parte settentrionale del paese, mentre le forze governative fedeli al nuovo presidente ʿAbd Rabbih Manṣūr Hādī mantenevano il possesso del sud del paese. Vari attori regionali finirono ben presto con l'essere coinvolti nel conflitto: l'Arabia Saudita si pose alla testa di una coalizione internazionale di Stati arabi e intervenne militarmente al fianco dei governativi, mentre l'Iran iniziò a spalleggiare le milizie Huthi tramite l'invio di armi ed equipaggiamenti.
Valutare il reale stato di operatività delle forze navali yemenite dopo lo scoppio della nuova guerra civile è molto difficile. Circa due terzi delle forze armate regolari yemenite defezionarono a favore degli Huthi, tra cui gli equipaggi delle tre motomissilistiche cinesi classe Type 021; gli Huthi potrebbero aver riattivato anche due motomissilistiche classe Osa e un paio di dragamine di epoca sovietica precedentemente passati in disarmo. Parte di queste forze potrebbero essere state affondate in attacchi aerei della coalizione araba, per quanto i loro lanciamissili sono stati recuperati per essere impiegati a terra. Svariate unità navali yemenite finirono affondate nel corso di pesanti combattimenti ad Aden nel 2015, incluse buona parte delle unità da combattimento rimaste e almeno un mezzo da sbarco operato dalle forze pro-Huthi. Difficilmente valutabile è anche lo stato delle forze navali rimaste sotto il controllo dei governativi yemeniti: almeno una delle loro unità andò perduta per l'urto con una mina nello stretto di Bab el-Mandeb nel marzo 2017, spingendo le forze governative a intraprendere insieme agli alleati arabi una campagna di bonifica delle acque dello stretto impiegando alcuni dei dragamine superstiti.
Gli Huthi hanno allestito una flottiglia di imbarcazioni leggere e motoscafi armati per l'impiego in acque costiere, tra cui mezzi civili e natanti della guardia costiera convertiti all'uso militare. Un motoscafo carico di esplosivi fu impiegato dagli Huthi in un attacco suicida che, il 30 gennaio 2017, portò al danneggiamento della fregata saudita Al Madinah nelle acque del Mar Rosso al largo delle coste occidentali yemenite. Gli Huthi hanno fatto ampio uso di missili antinave C-802 cinesi recuperati dalle navi affondate (o di missili iraniani Noor, copia locale del C-802, contrabbandanti di nascosto nel paese) per sferrare attacchi a navi militari o civili al largo delle coste yemenite: molti di questi attacchi, nonostante le rivendicazioni degli Huthi, non andarono a segno, ma il 1º ottobre 2016 il catamarano HSV-2 Swift, operato dalle forze governative degli Emirati Arabi Uniti, venne colpito da un missile C-802 mentre era in navigazione nello stretto di Bab el-Mandeb, riportando gravi danni. In quello stesso ottobre 2016 altri attacchi missilistici degli Huthi presero di mira senza colpirle unità navali degli Stati Uniti schierate al largo delle coste yemenite per garantire la protezione del traffico navale mercantile; per rappresaglia, il 12 ottobre il cacciatorpediniere statunitense USS Nitze distrusse con un lancio di missili BGM-109 Tomahawk tre siti radar costieri operati dagli Huthi lungo il litorale yemenita, portando a una riduzione degli attacchi missilistici da parte dei ribelli.